# نبرد کوآن
نبرد کوآن (به ژاپنی: 弘安の役 Kōan no eki) یا دومین جنگ خلیج هاکاتا به تهاجم دوم امپراتوری مغول به کشور ژاپن در سال ۱۲۸۱ میلادی گفته می‌شود. جنگ نخست به نام جنگ بون‌ای معروف است و در سال ۱۲۷۴ میلادی رخ داد. سپاه تحت امر مغول از دو ناوگان ترکیب شده‌بود:
- ناوگان نخست توروگون یا جناح شرقی (به ژاپنی: 東路軍) نامیده می‌شد و توسط فرماندهٔ کره‌ای بنام کیم بنگ-گیونگ (به انگلیسی: Kim Bang‐gyŏn) رهبری می‌شد و سپاهی ترکیب شده از سربازان گوریئو (کره‌ای) و چینی و مغولی به تعداد ۴۰٫۰۰۰ و همراه ۹۰۰ کشتی بود.
- ناوگان دوم کونان‌گون (به ژاپنی: 江南軍) نامیده می‌شد و از حدود ۱۰۰٫۰۰۰ نفر از سربازان چین جنوبی یا سلسله سونگ سابق که بتازگی توسط مغول به استعمار درآمده بود، تشکیل شده و به همراه ۳۵۰۰ کشتی بود.

نخست جنگ مابین قوای مغول و ژاپن در سال جنگ بون‌ای نام داشت که به شکست مغول منجر شد. قوبلای خان برادر هلاکو بیست سال طول کشید تا توانست چین جنوبی را تسخیر کند و در سال ۱۲۷۹ میلادی سلسله سونگ را براندازد. بعد از برافتادن این سلسله او به هند و چین و جاوه و ژاپن نیز لشکرکشی کرد. در فاصلهٔ بین دو جنگ ژاپنی‌ها در کنارهٔ سواحل خلیج هاکاتا دیواری سنگی به نام گنکو بوروی (Genkō Bōrui) بطول ۲۰ کیلومتر و به ارتفاع و عرض ۲ متر جهت دفاع از سواحل هاکاتا ساخته بودند و به حالت آماده باش برای حملهٔ دوم درآمده بودند.
نخست قرار بر این بود که پس از حرکت ناوگان اول به زودی ناوگان دوم به آن بپیوندد اما به دلیل بیماری ناگهانی فرماندهٔ ناوگان دوم حرکت این ناوگان با تأخیر بسیار انجام شد. در نتیجه ناوگان اول به تنهایی به جزیره تسوشیما حمله کرده و در این جزیره پیاده شد و این در حالی بود قبل از حمله به این جزیره به مدت دو هفته سربازان در داخل کشتی‌ها معطل و به حالت انتظار گذاشته شده بودند. بعد از آن به جزیرهٔ شیکانوشیما و جزیره نوکوشیما حمله شد و به تدریج قوای جسمانی و وضعیت بهداشتی سربازان در داخل کشتی‌ها رو به وخامت گذاشت و در حدود ۳۰۰۰ نفر از ناوگان نخست بر اثر بیماری‌های گوناگون از بین رفتند. همان‌طور محل پیوستن به ناوگان دوم نیز از جزیره شیکانوشیما در استان استان فوکوئوکا به جزیره هیرادوشیما در استان ناگاساکی تغییر داده شد. همین عامل باعث شد که ناوگان اول در شیکانوشیما مجبور به ادامهٔ جنگ به تنهایی شود و از قدرت بدنی و انگیزهٔ سربازان به جنگ کاسته شد.
از سوی دیگر سپاه صد هزار نفری ناوگان دوم تقریباً به‌طور کامل توسط سلسله یوآن یا چین شمالی از مردان کشور تازه به تصرف درآمدهٔ چین جنوبی تشکیل شده بود که به اجبار به این جنگ آورده شده بودند. این افراد به غیر از اینکه انگیزه‌ای برای جنگیدن با ژاپن نداشتند و همچنین فاقد سلاح‌های رزمی نیز بوده و بیشتر با ابزارهای کشاورزی مانند بیل و کلنگ مجهز بودند. بنابر فرضیه‌ها وجود این صد هزار مرد بیشتر بخاطر از بین بردن روحیهٔ جنگیدن در بین ژاپنی‌ها و بالا بردن خطر تهدید بود.

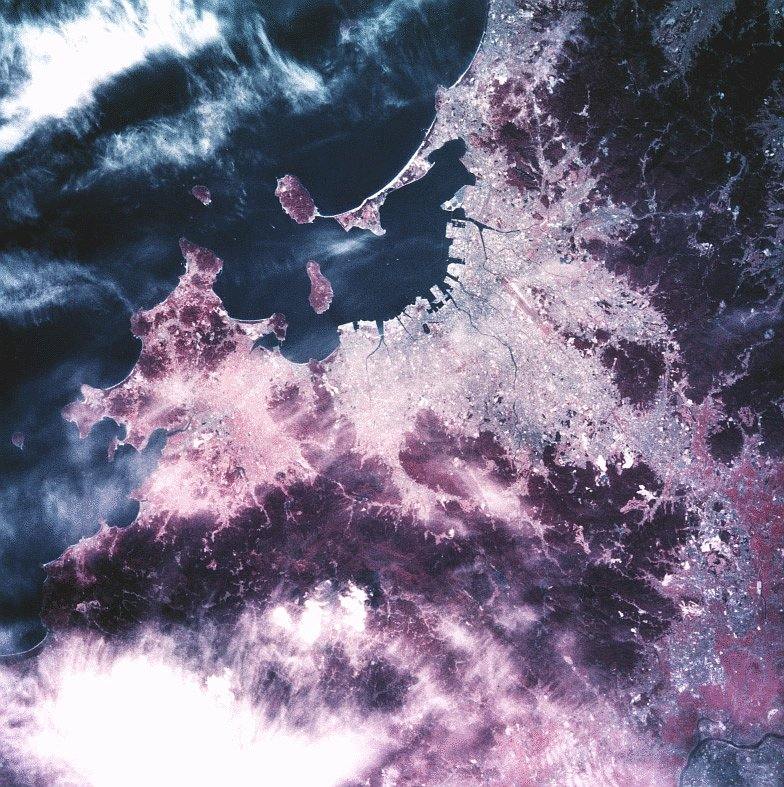
عکسی از خلیج هاکاتا که توسط ناسا برداشته شده‌است. جزیرهٔ شیکانوشیما به‌صورت بیضی شکل در سمت شمالی خلیج مشخص‌است. این جزیره بوسیله راه خشکی باریکی با دیگر نواحی ساحلی خلیج هاکاتا در ارتباط است.

از زمان ورود ناوگان اول حملهٔ ژاپنی‌ها بر روی دریا به کشتی‌های مهاجم شروع شد و تعداد بسیار زیادی از سربازان مغول، کره‌ای و چینی در داخل کشتی‌هایشان کشته شدند.
با وجود انگیزهٔ ضعیف سربازان و وضع ارتباطی نامساعد بین دو ناوگان، بهر حال در نزدیکی هیرادوشیما این دو به یکدیگر پیوستند و این در حالی بود که ناوگان اول در همین مکان تقریباً یکماه به انتظار رسیدن ناوگان دوم باقی‌مانده بود. بالاخره حملهٔ نهایی تا اوایل ماه اوت یعنی فصل طوفان فصلی در ژاپن به تأخیر افتاد.
هر دو ناوگان بعد از پیوستن به یکدیگر به طرف جزیرهٔ تاکاشیما حرکت کردند. تا اینکه سه روز بعد و در شب پانزدهم اوت توفانی شدیدی که امروزه به نام کامی‌کازه شناخته می‌شود، درگرفت و هر دو ناوگان گرفتار توفان شدند و ژاپنی‌ها روز بعد، ناوگان چینی و کره‌ای را تقریباً به طور کامل درهم شکسته یافتند. باقی‌ماندهٔ سربازان مهاجم نیز که بعد از توفان جان سالم به در برده بودند به دست سربازان ژاپنی کشته یا به اسارت گرفته شدند. در حملهٔ دوم حدود ۱۰۰٫۰۰۰ نفر از سربازان چینی و ۷۰۰۰ نفر از سربازان کره‌ای به کشور خود برنگشتند. بعد از آن، مغول‌ها دیگر فرصتی برای حمله پیدا نکردند.